# Vôlei Canoas
A Associação dos Pais e Amigos do Vôlei, também conhecida como Vôlei Canoas, é uma equipe brasileira de voleibol masculino da cidade de Canoas, Rio Grande do Sul. Disputava a Superliga Série A, saindo em 2018 devido a problemas financeiros. O time atualmente disputa a Superliga Série B.

## História
A equipe surgiu em dezembro de 2011, após a Sociedade Ginástica de Porto Alegre não conseguir patrocinadores e ficar de fora da Série A 2011/2012 e deixar o estado do Rio Grande do Sul sem nenhum representante na elite do voleibol brasileiro. Em 2012 o time disputou a primeira edição da Superliga Série B, da qual foi campeã em uma campanha com apenas uma derrota. O acesso foi conquistado após uma vitória sobre a Funvic/Midia Fone na decisão.
Foi no Vôlei Canoas que Gustavo Endres, campeão olímpico de 2004, deixou as quadras.
A temporada 2016/17 marca uma série de mudanças no Vôlei Canoas, dentre as quais destacam-se a nova marca do clube e a renovação quase que completa do elenco profissional.
Em 2018 foi anunciado que a Apav não disputaria mais a Superliga Série A, os pagamentos de salário, providenciados pela prefeitura de Canoas, foram congelados pelo Ministério Público. Sem o dinheiro para participar na Série A, o time foi para a Superliga Série B.

## Títulos
| Nacionais         | Nacionais                      | Nacionais | Nacionais                     |
|                   | Competição                     | Títulos   | Temporadas                    |
| ----------------- | ------------------------------ | --------- | ----------------------------- |
| Brasil            | Superliga Brasileira - Série B | 1         | 2012                          |
| Estaduais         |                                |           |                               |
|                   | Competição                     | Títulos   | Temporadas                    |
| Rio Grande do Sul | Campeonato Gaúcho              | 5         | 2012, 2013, 2014, 2015 e 2016 |

## Elenco
Relacionados para disputar a Superliga 2016/2017 pelo Canoas Vôlei:
Diretoria
Relações Institucionais: Almir Baptista Beltrame Filho
Supervisor e Gestor: Gustavo Endres
Administrativo e Marketing: Leonardo Senna
Comissão Técnica
Técnico: Marcelo Fronckowiak
Assistente técnico: Carlos Augusto de Almeida (Chiquita)
Preparador físico: Guilherme Berriel
Fisioterapeuta: Rafael de Deus
Analista de Desempenho: Anderson Menezes (Xanxa)
Coaching Esportivo: Gustavo Cunha
Médico: Fábio Krebs

### Temporada 2015/2016
Relacionados para disputar a Superliga 2015/2016 pelo Canoas Vôlei
| #  | Nome                                | Apelido       | Altura | Idade   | Nacionalidade | Posição    |
| -- | ----------------------------------- | ------------- | ------ | ------- | ------------- | ---------- |
| 1  | Lucas Uelinton Graciolli            | Palloti       | 1,89   | 25 anos | Brasil        | Líbero     |
| 2  | Bruno Borghetti                     | Borghetti     | 1,90   | 24 anos | Brasil        | Ponteiro   |
| 3  | Leonardo Augusto Lopes Caldeira     | Léo Caldeira  | 1,94   | 34 anos | Brasil        | Ponteiro   |
| 4  | Victor Hugo Rocha Pereira           | Victor Hugo   | 2,00   | 26 anos | Brasil        | Central    |
| 5  | Sandro Barbalho de Carvalho         | Sandro        | 1,87   | 36 anos | Brasil        | Levantador |
| 6  | Tarcísio Guinter                    | Tarcísio      | 2,11   | 24 anos | Brasil        | Central    |
| 7  | Angel Diaz Dennis                   | Dennis        | 1,93   | 40 anos | Cuba          | Oposto     |
| 8  | Alexandre Meinecke Monteiro         | Alê           | 1,94   | 24 anos | Brasil        | Ponteiro   |
| 9  | Matheus Alejandro Hoffmann da Cunda | Matheus       | 2,08   | 26 anos | Brasil        | Central    |
| 10 | Rafael Prestes Franco               | Rafão         | 2,00   | 27 anos | Brasil        | Central    |
| 11 | Ary de Souza Nóbrega Neto           | Ary           | 1,98   | 26 anos | Brasil        | Ponteiro   |
| 12 | Wanderson Fernandes Paranhas Campos | Wanderson     | 2,00   | 29 anos | Brasil        | Oposto     |
| 13 | Jefferson Orth                      | Jeffe         | 1,89   | 40 anos | Brasil        | Líbero     |
| 14 | Evandro Batista                     | Evandro       | 1,97   | 35 anos | Brasil        | Levantador |
| 15 | Henrique Parreira Batagim           | Batagim       | 1,95   | 24 anos | Brasil        | Ponteiro   |
| 16 | Luciano Paczko Bozko                | Boskinho      | 1,98   | 38 anos | Brasil        | Ponteiro   |
| 17 | Alison Bastos Silveira              | Alison Bastos | 1,90   | 22 anos | Brasil        | Oposto     |

Diretoria
Presidente: Eliane Graciolli
Diretor: Almir Baptista Beltrame Filho
Gerente: Fábio Senna
Supervisor: Gustavo Endres
Comissão Técnica
Técnico: Marcelo Froncokowiak
Assistente Técnico: Vinicius Gamino
Auxiliar Técnico: Anderson Menezes (Xanxa)
Preparador Físico: Guilherme Pereira Berriel
Fisioterapeuta: Luis Henrique Perez
Médico: Fábio Krebs

### Temporada 2014/2015
Relacionados para disputar a Superliga 2014/2015 pelo Canoas Vôlei
| #  | Nome                        | Apelido      | Altura | Idade   | Nacionalidade | Posição    |
| -- | --------------------------- | ------------ | ------ | ------- | ------------- | ---------- |
| 1  | Clint Riw da Rosa           | Clint        | 1,97   | 30 anos | Brasil        | Ponteiro   |
| 2  | Paulo Renan Bertassoni      | Paulo Renan  | 1,86   | 32 anos | Brasil        | Levantador |
| 3  | Mauricio Bezner             | Mauricio     | 1,99   | 24 anos | Brasil        | Central    |
| 4  | Angel Diaz Dennis           | Dennis       | 1,93   | 40 anos | Cuba          | Oposto     |
| 5  | Alexandre Meinecke Monteiro | Alê          | 1,94   | 24 anos | Brasil        | Ponteiro   |
| 6  | Rodrigo Daniel Quiroga      | Quiroga      | 1,91   | 30 anos | Argentina     | Ponteiro   |
| 7  | Lucas Uelinton Graciolli    | Palloti      | 1,89   | 25 anos | Brasil        | Líbero     |
| 8  | Rodrigo Alves dos Santos    | Jardel       | 2,00   | 36 anos | Brasil        | Central    |
| 9  | Gustavo Endres              | Gustavo      | 2,03   | 41 anos | Brasil        | Central    |
| 10 | Jefferson Orth              | Jeffe        | 1,89   | 40 anos | Brasil        | Líbero     |
| 11 | Roberto Minuzzi Júnior      | Minuzzi      | 2,04   | 35 anos | Brasil        | Ponteiro   |
| 12 | Evandro Batista             | Evandro      | 1,97   | 35 anos | Brasil        | Levantador |
| 13 | Evandro Dias de Souza       | Evandro Dias | 1,94   | 29 anos | Brasil        | Oposto     |
| 14 | Tiago Enrique Barth         | Tiago Barth  | 2,09   | 29 anos | Brasil        | Central    |
| 15 | Vinicius Raguzzon           | Vinicius     | 2,01   | 30 anos | Brasil        | Oposto     |

Diretoria
Presidente: Eliane Conceição Graciolli
Diretor: Almir Baptista Beltrame Filho
Gerente: Fabio Cezar Senna da Trindade
Supervisor: Fabio Cezar Senna da Trindade
Comissão Técnica
Técnico: Marcos Miranda
Assistente Técnico: Vinícius  Gamino (Alegrete)
Preparador  Físico: Guilherme Pereira Berriel
Fisioterapeuta: Luis Henrique Perez
Médico: Fábio Krebs
Estatístico: Anderson  Menezes (Xanxa)

### Temporada 2013/2014
Relacionados para disputar a Superliga 2013/2014 pelo Canoas Vôlei
| #  | Nome                                      | Apelido       | Altura | Idade   | Nacionalidade | Posição    |
| -- | ----------------------------------------- | ------------- | ------ | ------- | ------------- | ---------- |
| 1  | Rafael Martins de Almeida                 | Rafa          | 1,81   | 41 anos | Brasil        | Levantador |
| 2  | Enrico Guarienti Zappoli                  | Enrico        | 1,94   | 22 anos | Brasil        | Ponteiro   |
| 3  | Angel Diaz Dennis                         | Dennis        | 1,93   | 40 anos | Cuba          | Oposto     |
| 4  | Murilo Radke                              | Radke         | 1,98   | 28 anos | Brasil        | Levantador |
| 5  | Alexandre Meinecke Monteiro               | Alê           | 1,94   | 24 anos | Brasil        | Ponteiro   |
| 6  | Bruno Temponi Araújo                      | Temponi       | 1,91   | 31 anos | Brasil        | Ponteiro   |
| 7  | Giovanni Baliana das Chagas               | Giovanni      | 2,02   | 35 anos | Brasil        | Central    |
| 8  | Rafael Prestes Franco                     | Rafão         | 2,00   | 27 anos | Brasil        | Central    |
| 9  | Gustavo Endres                            | Gustavo       | 2,03   | 41 anos | Brasil        | Central    |
| 10 | Jefferson Orth                            | Jeffe         | 1,89   | 40 anos | Brasil        | Líbero     |
| 11 | Roberto Minuzzi Júnior                    | Minuzzi       | 2,04   | 35 anos | Brasil        | Ponteiro   |
| 12 | Luciano Paczko Bozko                      | Boskinho      | 1,98   | 38 anos | Brasil        | Ponteiro   |
| 13 | Pedro Henrique Zanchetta Jukoski da Silva | Pedro Jukoski | 1,86   | 21 anos | Brasil        | Levantador |
| 14 | Thiago Zambelli Rey                       | Salsa         | 2,04   | 35 anos | Brasil        | Central    |
| 15 | Luan José Weber                           | Luan          | 2,02   | 26 anos | Brasil        | Oposto     |

### Temporada 2012/2013
Relacionados para disputar a Superliga 2012/2013 pelo Canoas Vôlei
| #  | Nome                                | Apelido  | Altura | Idade   | Nacionalidade | Posição    |
| -- | ----------------------------------- | -------- | ------ | ------- | ------------- | ---------- |
| 1  | Alexandre Antônio Bérgamo           | Bérgamo  | 1,98   | 36 anos | Brasil        | Oposto     |
| 2  | Rafael Martins de Almeida           | Rafa     | 1,81   | 41 anos | Brasil        | Levantador |
| 3  | Enoch Paulino Junior de Souza       | Enoch    | 2,00   | 39 anos | Brasil        | Ponteiro   |
| 4  | Juleandro Rodrigues Rocha           | Jotinha  | 1,88   | 35 anos | Brasil        | Levantador |
| 5  | Rafael Luiz Fantin                  | Dentinho | 1,94   | 39 anos | Brasil        | Ponteiro   |
| 6  | Diego Henrique Zancanela de Almeida | Diego    | 2,05   | 30 anos | Brasil        | Central    |
| 7  | Gustavo Endres                      | Gustavo  | 2,03   | 41 anos | Brasil        | Central    |
| 8  | Jefferson Orth                      | Jeffe    | 1,89   | 40 anos | Brasil        | Líbero     |
| 9  | Roberto Minuzzi Júnior              | Minuzzi  | 2,04   | 35 anos | Brasil        | Ponteiro   |
| 10 | Luciano Paczko Bozko                | Boskinho | 1,98   | 38 anos | Brasil        | Ponteiro   |
| 11 | Thiago Zambelli Rey                 | Salsa    | 2,04   | 35 anos | Brasil        | Central    |
| 12 | Anderson Giacomini Menezes          | Xanxa    | 1,93   | 38 anos | Brasil        | Oposto     |
| 13 | Rafael Agapito Fagundes             | Fael     | 1,95   | 26 anos | Brasil        | Ponteiro   |

### Temporada 2011/2012
Relacionados para disputar a Superliga Série B 2011/2012 pelo Canoas Vôlei
| #  | Nome                                  | Apelido     | Altura | Idade   | Nacionalidade | Posição    |
| -- | ------------------------------------- | ----------- | ------ | ------- | ------------- | ---------- |
| 1  | César Augusto Cichelero               | César       | 2,02   | 25 anos | Brasil        | Central    |
| 2  | Guilherme Cordal Sasso                | Sasso       | 2,02   | 27 anos | Brasil        | Ponteiro   |
| 3  | Vinícius Bordin Furian                | Vinícius    | 1,97   | 31 anos | Brasil        | Ponteiro   |
| 4  | Ivan Luiz Fagundes Walter             | Ivan        | 1,90   | 27 anos | Brasil        | Ponteiro   |
| 5  | Rafael Prestes Franco                 | Rafão       | 2,00   | 27 anos | Brasil        | Central    |
| 6  | Felipe Gil Kreling                    | Feijão      | 1,85   | 29 anos | Brasil        | Levantador |
| 7  | Flávio Silverio de Castro             | Flávio      | 2,00   | 35 anos | Brasil        | Central    |
| 8  | Felipe Quaresma de Ávila Martins Rosa | Quaresma    | 1,99   | 26 anos | Brasil        | Levantador |
| 9  | Lucas Uelinton Graciolli              | Palloti     | 1,89   | 25 anos | Brasil        | Líbero     |
| 10 | Roberto Carlos Brito da Purificação   | Purificação | 2,00   | 38 anos | Brasil        | Central    |
| 11 | Alexandre Meinecke Monteiro           | Alê         | 1,94   | 24 anos | Brasil        | Ponteiro   |
| 12 | Jefferson Orth                        | Jeffe       | 1,89   | 40 anos | Brasil        | Líbero     |
| 13 | Roberto Minuzzi Júnior                | Minuzzi     | 2,04   | 35 anos | Brasil        | Ponteiro   |
| 14 | Pablo Fernando de Souza Cirqueira     | Pablo       | 1,91   | 25 anos | Brasil        | Ponteiro   |
| 15 | Eduardo Armeiro Zard                  | Zardo       | 1,91   | 25 anos | Brasil        | Levantador |
| 16 | Anderson Giacomini Menezes            | Xanxa       | 1,93   | 38 anos | Brasil        | Oposto     |
| 17 | Arthur Lunelli Mella                  | Arthur      | 1,93   | 26 anos | Brasil        | Levantador |
| 18 | Luan José Weber                       | Luan        | 2,02   | 26 anos | Brasil        | Oposto     |

Diretoria
Presidente: Elbio de Mendonça Sena
Diretor: Almir Baptista Beltrame Filho
Marketing: Fabio Cezar Senna da Trindade
Supervisor: Fabio Cezar Senna da Trindade
Comissão Técnica
Técnico: Paulo André Jukosky da Silva (Paulão)
Assistente  Técnico: Marcelo da Silva Ramos
Auxiliar Técnico: Marcos Toloni
Preparador  Físico: Aquila Felipe Py Roggia
Fisioterapeuta: Luis Henrique Perez
Médico: Fábio Krebs